# Baños del Arenosillo
Los baños del Arenosillo fueron un balneario situado en el municipio español de Montoro, en la provincia de Córdoba.

## Descripción
El balneario, que estaba sito en la localidad cordobesa de Montoro, aprovechaba las aguas del arroyo Arenosillo. Aparece descrito en el segundo volumen del Diccionario geográfico-estadístico-histórico de España y sus posesiones de Ultramar de Pascual Madoz con, entre otras muchas, las siguientes palabras:

ARENOSILLO: baños en la prov. de Córdoba (7 leg.), part. jud. y térm. de Montoro (3/4): sit. por la parte del NO. de la pobl. en una de las principales cañadas de Sierra-Morena, á la falda de la elevada loma llamada del Cañaejal, y márg. del arroyo Arenosillo del que toman el nombre. El edificio consta de dos grandes piezas cuadrilongas de piedra sillar de 10 varas de long. y 6 de anchura, con poyos alrededor para descansar y desnudarse los enfermos: estas piezas no estan aun techadas, pero tienen buenos toldos suficientes para resguardarse de la estacion calorosa en que se usan los baños: cada una de ellas comunica con una balsa de 4 3/4 varas de largo, 4 de ancho y 1 de altura al agua, teniendo por consiguiente cada baño 19 varas cúbicas de agua, equivalentes á 57 pies cúbicos: su desagüe se recibe en dos pilas esteriores destinadas á los baños locales y chorros, habiendo ademas otra pila de mayor capacidad construida sobre las arenas del arroyo para los enfermos lazarinos y otros padecimientos contagiosos. En la parte superior de la fachada que mira al S. hay una estatua de San Rafael, y por bajo una lápida en que se lee: baños de arenosillo mejorados en beneficio de la humanidad doliente. año de 1838.
(Madoz, 1845, pp. 516-519)

El balneario quedó sumergido bajo las aguas de un embalse, pero se recuperó en 2021.